# Marjan de Jong
Marjan de Jong (Heerenveen, 1975) is een Nederlands voormalig korfbalster. Ze werd 2 keer verkozen tot Korfbalster van het Jaar en werd verschillende keren Nederlands kampioen. Daarnaast was De Jong speelster van het Nederlands korfbalteam. In 2007 stopte ze met korfbal op het hoogste niveau.

## Begin van Carrière
De Jong begon met korfbal bij Blauw Wit Heerenveen, het huidige  KV Heerenveen. Met deze club speelde ze in de A jeugd de landelijke finale.
Toen ze rechten ging studeren verhuisde ze naar Groningen. Daarom ging ze spelen bij Nic. dat op het hoogste niveau uitkwam. Hier nam haar carrière een vlucht.

In seizoen 1997-1998 begon voor De Jong een reeks finales. Ze speelde met Nic. de Nederlandse veldfinale. Nic. Won van KV Die Haghe met 19-15. De Jong zelf scoorde er 2.
Seizoen 1998-1999 betekende een doorbraak in haar zaalcarrière. Ze stond met Nic. voor de eerste keer in de zaalfinale in Ahoy. Nic. werd weliswaar met 25-14 weggespeeld door PKC, maar het leverde De Jong wel de prijs voor Beste Korfbalster van het Jaar op.

In seizoen 1999-2000 deed De Jong met Nic. weer goede zaken. Ze stond voor het tweede jaar op rij in Ahoy, in de zaalfinale. In deze finale moesten ze spelen tegen Die Haghe, waar ze eerder in 1998 de veldfinale van hadden gewonnen. De finale was spannend en er moest een verlening aan te pas komen, echter ging Die Haghe er na de extra tijd met de overwinning mee vandoor. Die Hahghe won uiteindelijk met 23-18.

## Overstap op jacht naar titels
Ondanks dat De Jong veldkampioen 1998 was geworden, wilde ze ook de felbegeerde zaaltitel winnen. Ze stapte daarom in 2000 over naar het Amsterdamse AKC Blauw-Wit.
In haar eerste seizoen bij Blauw-Wit stond ze meteen in de zaalfinale, voor de derde keer op rij. Dit maal trof ze PKC in de finale. Wederom moest deze finale verlengd worden en PKC won uiteindelijk met 26-23. Voor de derde jaar op rij stond De Jong in Ahoy met zilver.
Een paar maanden later stond ze ook in de veldfinale. Blauw-Wit won deze finale, waardoor De Jong voor de 2e keer in haar carrière veldkampioen werd.
De Jong speelde t/m 2005 bij Blauw-Wit, totdat ze in 2005 besloot over te stappen naar PKC. PKC was immers de nieuwe zaalkampioen en De Jong wilde deze prijs op haar palmares.
In 2005-2006, haar eerste seizoen bij PKC miste ze de zaalfinale met de ploeg. Ze stond wel weer in de veldfinale, die ze voor de derde keer in haar carrière won.
In 2006-2007 stond ze met PKC voor de 4e keer in haar loopbaan in Ahoy om de zaalfinale te spelen. PKC moest het in de finale opnemen tegen DOS'46. Het werd een spannende finale, maar DOS'46 won met 17-16.
In 2007 besloot De Jong te stoppen met topkorfbal.

## Erelijst
- Nederlands kampioen veldkorfbal, 3x (1998, 2001, 2006)
- Beste Korfbalster van het Jaar, 2x (1999, 2001)

## Oranje
De Jong speelde in totaal 43 officiële interlands met het Nederlands korfbalteam. Van deze 43 caps speelde ze er 5 op het veld en 38 in de zaal.
Namens Oranje won De Jong goud op de volgende toernooien:
- EK 1998
- World Games 2001
- WK 2003
- World Games 2005

De Jong had ook mee kunnen spelen bij het WK van 1999. Deze moest zij echter voorbij laten gaan, omdat ze in die periode voor stages naar het buitenland ging.